# 鼓山清雲宮
清雲宮位於高雄市鼓山區臨海一路34號，是一間寺庙，主神三教佛祖（南海觀世音菩薩），廟體外觀建築於民國九十五年完工，廟內多處出自如張財雄、蘇天福、林洸沂等人之手。